# 上佩尔特
上佩尔特（荷蘭語：Overpelt，荷蘭語發音：[ˈoːvərˌpɛlt]），或纯音译作奥弗佩尔特，是比利时林堡省的一个城镇和旧市镇。上佩尔特原为一独立市镇，2019年1月1日，上佩尔特与市镇下佩尔特合并为新市镇佩尔特。